# Pentaceros
Pentaceros is een geslacht van straalvinnige vissen uit de familie van harnashoofdvissen (Pentacerotidae).

## Soorten
- Pentaceros capensis Cuvier, 1829
- Pentaceros decacanthus Günther, 1859
- Pentaceros japonicus Steindachner, 1883
- Pentaceros quinquespinis Parin & Kotlyar, 1988
- Pentaceros richardsoni Smith, 1844
- Pentaceros wheeleri (Hardy, 1983)